# Cocar

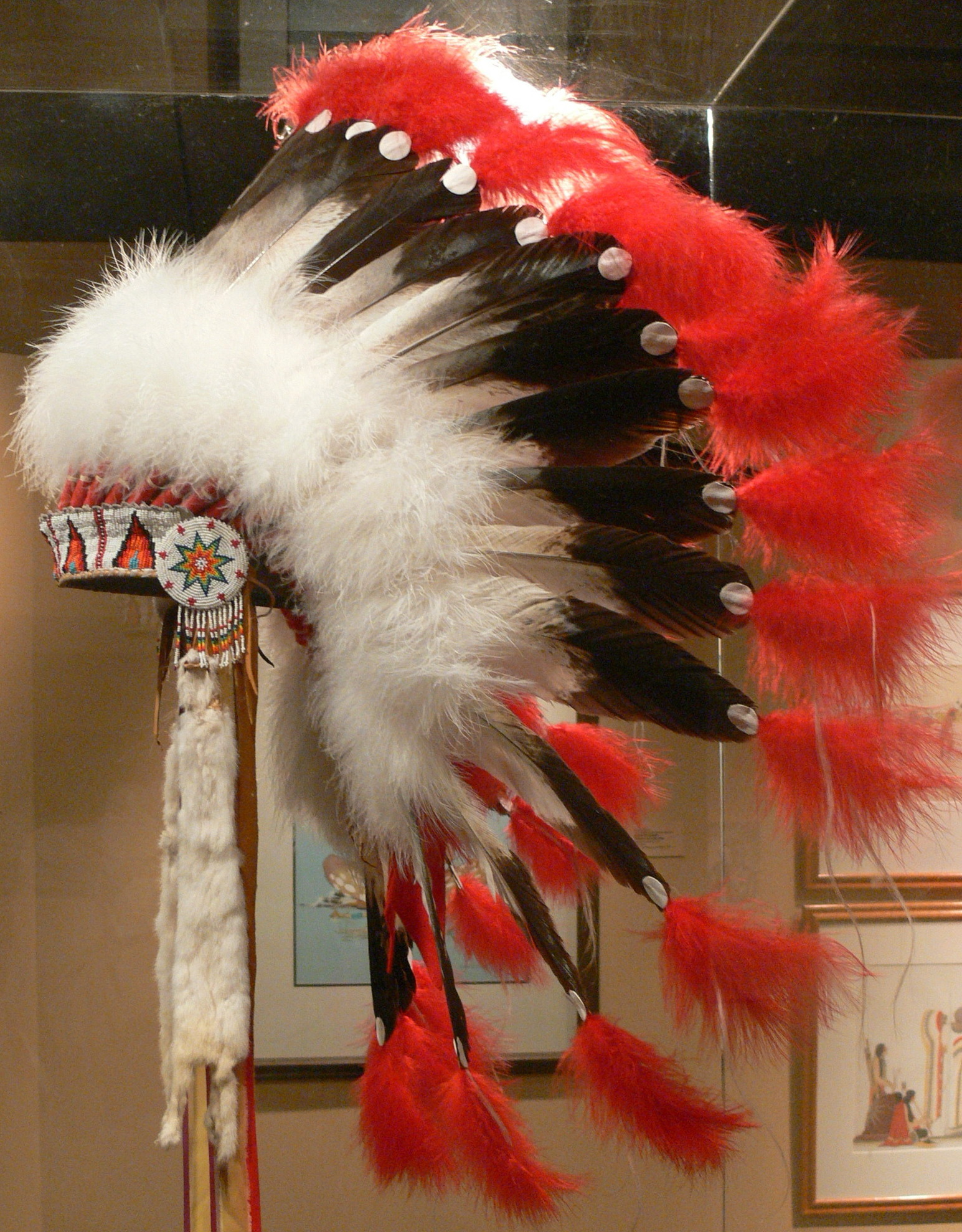
Um cocar de guerra das etnias Creek norte-americanas.

Um cocar é o adorno usado por muitas etnias indígenas americanas na região da cabeça. Sua função variava de etnia pra etnia, podendo servir de adorno a símbolo de status ou classe na etnia. Geralmente, é confeccionado de penas presas a uma tira de couro ou de outro material.

## Significado
Sua beleza era considerada de importância secundária: o valor real do cocar estava em seu suposto poder para proteger o usuário. De uso apenas para ocasiões especiais, o cocar se tornou um dos ornamentos tradicionais que possui grande simbologia na cultura indígena. É conquistado por meio de atos de coragem na batalha: as penas significavam os próprios atos. Alguns guerreiros poderiam ter obtido apenas duas ou três penas de honra em toda a sua vida, pelo fato da alta dificuldade para conquistá-los. O cocar também foi uma marca maior de respeito, porque nunca poderia ser usado sem o consentimento dos líderes da etnia.  
Uma grande honra, por exemplo, era conferida ao guerreiro que houvesse sido o primeiro a abater um inimigo no campo de batalha, pois isso significava que o guerreiro estava na dianteira da frente de combate. Penas foram entalhadas e decoradas para designar um evento e contar histórias individuais, como matar, capturar arma e escudo de um inimigo, e se o ato tivesse sido feito a cavalo ou a pé.
Em algumas etnias, cocares foram desenvolvidos para determinados indivíduos com permissão especial para caçar aves de rapina, como a águia. Algumas etnias permitiam que somente o guerreiro caçasse suas próprias águias. Esta era uma missão perigosa e demorada e significava que ele deveria deixar a etnia e viajar para o local onde o pássaro poderia ser encontrado, podendo ser em outro país. Quando o objetivo era alcançado, cerimônias eram realizadas para atrair os espíritos dos pássaros que seriam mortos. 

Cocar compondo a heráldica do brasão de armas do município brasileiro de Palmeira dos Índios.

O cocar do chefe é feito de penas recebidas por boas ações para a sua comunidade e é usado em grande honra. Cada pena representaria uma boa ação. O cocar de guerra do guerreiro, assim como o capacete romano, era usado pelos guerreiros para proteção durante a batalha.

## Etnia Fulni-ô - Cocar como forma de conexão
Há etnias indígenas que reconhecem o cocar como forma de presente também. Para os indígenas da etnia Fulni-ô (estado de Pernambuco), utilizado somente pelos homens, o cocar é a conexão do guerreiro com o grande espírito. Por ser considerado um cocar pessoal, pode ser dado como presente apenas para alguém querido. Para os Fulni-ô, quem ganha um cocar deve cuidar muito bem dele, por ser parte da identidade das comunidades indígenas.
Entre setembro e dezembro, durante três meses e alguns dias, os Fulni-ô vão para seu ritual sagrado, o Ouricuri. Neste tempo em que eles produzem os mais lindos cocares, a comunicação com eles se torna espaçada, restrita a apenas os iniciados. Já que seu foco se torna o ritual e a confecção de artesanatos e cocares. Afins de se prepararem para os longos períodos de seca, já foi datado um período de 8 anos. A falta de água ajudou a transformar a caça, que costumava ser a base de sua alimentação. O isolamento proporciona também a troca de saberes entre os anciões e a nova geração de indígenas.

## Kaiowá - Responsabilidade
Mato Grosso do Sul tem a maior concentração de índios Guaranis. De acordo com o cacique da tribo Kaiowá, de Dourados (MS), Getúlio de Oliveira (Kei Potuvera, no nome indígena) - ''É um sinal de responsabilidade... Somente os caciques podem usar”. O cocar é feito artesanalmente com penas de araras, papagaios e outros pássaros nativos. Mas também podem ser feitos com aves “de chão”, como galinhas e emas. Tendo como sinal de autoridade, o cocar do cacique deve ser feito com as penas apontadas para cima.
É feito de pena de papagaio, porque para nós o papagaio é um animal que fala, é quase humano" - Disse Elpídio Pires também da tribo Kaiowá.
Na cidade de Tucuru, também localizada em Mato Grosso do Sul, é o Estado que mais tem índios Guaranis. Não só os caciques podem usar, lá as penas do cocar também estão na cabeça dos curandeiros. Como o Alcindo Romero (Ava Veraju Yuayrendyju), curandeiros dos kaiowá da cidade de Tucuru, ele explica que há uma armação feita em bambu usada apenas por esta tribo.

## Kayapó - A aldeia cabe no cocar
A confecção das penas do cocar não é de forma aleatória. Além de um foco estético exaltando a beleza e elegância, serve também para indicar a posição de liderança dentro do grupo, o chefe, simbolizando assim a própria ordenação da vida em uma aldeia Kayapó. Os homens caçam os pássaros na floresta (araras, papagaios, mutuns e rei-congos...conforme as cores escolhidas por quem confecciona), arrancam as penas e preparam-nas para serem afixadas lado a lado com linhas de algodão cru, dando forma, simetria e beleza ao meada Transcendendo e conectando o passado e presente, em forma de arco, uma grande roda que gira entre as ancestralidades. A aldeia também é organizada desta forma, lá, as cores também determinam os seus respectivos lugares e funções.
Vermelho é a cor mais forte, representa a casa dos homens, presidida apenas por homens. É a “prefeitura” Kayapó, localizada no coração da aldeia. Lá, eles se reúnem diariamente para traçar estratégias, discutir caçadas, guerras, rituais e confeccionar adornos.
Referente às casas e roças, o amarelo representa as áreas dominadas pelas mulheres. Elas utilizam esses espaços para pintarem os corpos dos maridos e dos filhos, plantam, colhem e preparam os alimentos. Esses lugares tem a mesma distância em relação à casa dos homens.
O verde representa as matas, é a morada dos mortos e dos seres sobrenaturais, e ao mesmo tempo, protegem as aldeias. São consideradas um lugar perigoso, já que fogem do controle dos Kayapós.

## Kayapó - Cocares de Canudos
Artesanalmente confeccionado pelos guerreiros da aldeia, o cocar, também chamado de meakà, é um artefato ritualístico, usado em cerimônias de diversas etnias. Mas devido a um grande incêndio, nos anos 90, que devastou a aldeia Môikarakô, Terra Indígena Kayapó, PA. Mesmo sem vítimas, o desastre queimou praticamente todas as casas e boa parte dos pertences dos habitantes, incluindo itens valiosos cerimoniais, como os cocares de penas que ainda estavam sendo produzidos para o ritual que aconteceria ali. Como resistência e superação, um velho indígena teve a ideia de produzir os arcos com canudos de plástico para adornar os companheiros durante a cerimônia que decidiram manter para os próximos dias.
- Estes cocares de canudinhos de plástico são perfeitos exemplares da criatividade Kayapó em absorver novas matérias-primas e moldá-las segundo sua tradição estética em formas antes moldadas com materiais considerados tradicionais (por nós e não por eles), tais como as penas, sementes, cipós e embiras. - Antropólogo André Demarchi, pesquisador dos Kayapó desde 2009.
Diferentemente dos cocares tradicionais, que por lei não podem ser comercializados. Nesta nova transição o uso poderá ser não apenas ritualístico, mas também lúdico, festivo e comercial, até mesmo por não-indígenas. Ganhando muita liberdade criativa, até mesmo com a combinação de cores.
Ao ver os cocares de canudo, confeccionado sob as tradições, e desejado pelo público festeiro do Carnaval, é motivo de orgulho para os Kayapó, que com sua cultura, ajudam a enfeitar esta enorme celebração dos brancos – ou kuben, na língua Kayapó.
Com a proibição da comercialização de artesanato feito com penas e outras partes de animais por meio de uma portaria do Ibama (referente ao artigo 29 da Lei de Crimes Ambientais (nº 9.605/1998)), incentivar a produção do cocar de canudos é também uma forma de saudar o artesanato indígena de forma responsável.
A Associação Floresta Protegida (AFP) é uma ONG que representa os Kayapó, com parceria da Rede Tucum e pioneira no fomento e divulgação dos cocares de canudo. Geralmente todo fim de ano, é encomendado à AFP uma grande quantidade destes cocares, pela Tucum, tornando-se uma renda para os guerreiros que dominam a maestria e tradicionalismo para a confecção dos adornos. AFP produziu uma série documental super bacana sobre o artesanato desta etnia que adora festejar, com o intuito de difundir a cultura Kayapó.

## Etimologia
"Cocar" origina-se do francês cocarde, "distintivo que se usa na cabeça